# Esteban Sáez
Esteban Andrés Sáez Moncada (Santiago, 6 gennaio 1989) è un calciatore cileno, centrocampista dell Deportes Valdivia.